# Celama nami
Celama nami är en fjärilsart som beskrevs av Inoue 1956. Celama nami ingår i släktet Celama och familjen trågspinnare. Inga underarter finns listade i Catalogue of Life.